# Sangardo
Sangardo est une ville et une sous-préfecture de Guinée, rattachée à la préfecture de Kissidougou et à la région de Faranah.

## Population
En 2016, le nombre d'habitants est estimé à 23 469, à partir d'une extrapolation officielle du recensement de 2014 qui en avait dénombré 21 944 .